# Phocibidion erythrocephalum
Phocibidion erythrocephalum är en skalbaggsart som först beskrevs av White 1855.  Phocibidion erythrocephalum ingår i släktet Phocibidion och familjen långhorningar.
Artens utbredningsområde är Guatemala. Inga underarter finns listade i Catalogue of Life.